# Johann Gottlob von Quandt

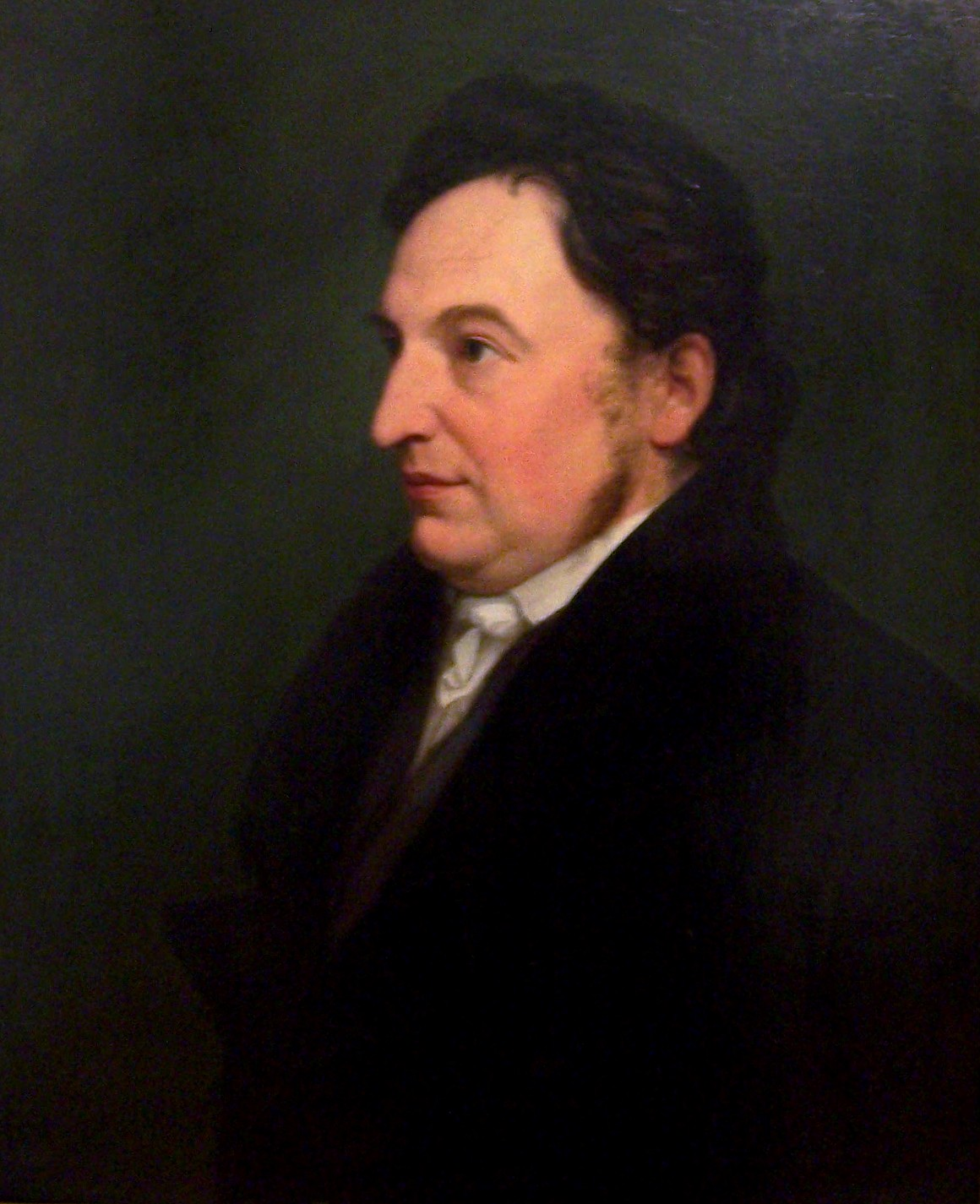
Johann Gottlob von Quandt. Målning av Carl Christian Vogel von Vogelstein.

Johann Gottlob von Quandt, född den 9 april 1787 i Leipzig, död den 19 juni 1859 i Dresden, var en tysk konsthistoriker.
Quandt blev genom sin lärare Rochlitz dragen till konsten, med vilken han längre fram även tekniskt och praktiskt gjorde sig förtrogen. Efter upprepade studiefärder till Italien slog han sig ner i Dresden, där han höll föredrag i konsthistoria och estetik, vilka sedan utgavs i tryck, som Entwurf zu einer Geschichte der Kupferstechkunst (1826) och Vorträge über Æsthetik für bildende Künstler (1844). Dessutom utgav han skildringar och iakttagelser från sina resor i Italien (1830), i Sverige (1843), i södra Frankrike (1846) och i Spanien (1853), skrev Leitfaden zur Geschichte der Kunst (1852) och översatte Lanzis Storia pittorica d'Italia (3 band, 1830–1833) samt sysselsatte sig även med politik, filosofi och novellistiskt författarskap.